# ЛуАЗ-2403
ЛуАЗ-2403 — повнопривідний автомобіль, одна із модифікацій ЛуАЗ-969М, призначена для буксирування вантажів на аеродромах масою до 3000 кг. Основні агрегати та вузли автомобіля були повнісню запозичені із моделі ЛуАЗ-969М, за винятком колісних редукторів передатне число яких становить 2.0, порівняно із 1.3 та 1.6 у цивільних модифікаціях.